# Orestia heikertingeri
Orestia heikertingeri là một loài bọ cánh cứng trong họ Chrysomelidae. Loài này được Leonardi miêu tả khoa học năm 1974.